# Ommastrephidae
Ommastrephidae — родина кальмарів (Teuthida). Представники родини поширені по всьому світі. Серед них є важливі промислові види, що виловлюються для їжі.

## Опис
Тіло у різних видів завдовжки від 9 см у Hyaloteuthis pelagica до 1,5 м у Dosidicus gigas. Для Рідини характерний хрящ для прикріплення сифона до мантії в формі перевернутої букви Т. Вони мають тонкий, пероподібний гладіус з порожнистим конусом. Щупальця мають чотири ряди присосок, лише в Illex illecebrosus їх вісім. Ловчі щупальця довші і мають 2 ряди присосок, гаки відсутні. Одна з вентральних рук у самців розвивається у вторинний статевий орган (гектокотиль).
У личинок щупальця злилися в один «хоботок», як поступово розщеплюється по ходу їхнього росту, після досягнення довжини 5-10 мм.

## Класифікація
До родини відносять 11 родів з 20 видами:
- Підродина Illicinae

- Рід Illex

- Illex argentinus
- Illex coindetii
- Illex illecebrosus
- Illex oxygonius

- Підродина Ommastrephinae

- Рід Dosidicus

- Dosidicus gigas

- Рід Eucleoteuthis

- Eucleoteuthis luminosa

- Рід Hyaloteuthis

- Hyaloteuthis pelagica

- Рід Ommastrephes

- Ommastrephes bartramii

- Рід Ornithoteuthis

- Ornithoteuthis antillarum
- Ornithoteuthis volatilis

- Рід Sthenoteuthis

- Sthenoteuthis oualaniensis
- Sthenoteuthis pteropus

- Підродина Todarodinae

- Рід Martialia

- Martialia hyadesii

- Рід Nototodarus

- Nototodarus gouldi
- Nototodarus hawaiiensis
- Nototodarus sloanii

- Рід Todarodes

- Todarodes angolensis
- Todarodes filippovae
- Todarodes pacificus
- Todarodes pusillus
- Todarodes sagittatus

- Рід Todaropsis

- Todaropsis eblanae